# Butterfly Doors (canción de Lil Pump)
«Butterfly Doors» es una canción del rapero estadounidense Lil Pump, lanzada el 4 de enero de 2019, como quinto sencillo de su segundo álbum Harverd Dropout. Lil Pump hizo una vista previa de la canción en un video publicado en las redes sociales el 18 de diciembre de 2018, que generó críticas por su aparente uso de «insultos y gestos anti-asiáticos», por los que luego se disculpó.

## Antecedentes y composición
El 18 de diciembre de 2018, Lil Pump publicó un video de él mismo imitando un clip de la canción en sus cuentas de redes sociales. La canción presenta la línea «They call me Yao Ming cause my eyes real low», y después de una repetición posterior de la línea, Lil Pump improvisa «ching chong».

## Video musical
El vídeo musical fue lanzado simultáneamente como sencillo el 4 de enero de 2019. Fue dirigido por Ben Griffin y muestra a Lil Pump actuando alrededor de bailarinas y múltiples Lamborghinis.

## Crítica
La rapera, comediante y actriz estadounidense Awkwafina, de ascendencia china y surcoreana, criticó la canción en Twitter y escribió: «Siempre es agradable escuchar una nueva canción con un Ching Chong improvisado. Supongo que es mejor que 'los ojos chiflan' como otros versos. Lo he escuchado. Pero, ¿podemos al menos pensar en algunos epítetos racistas más creativos? @lilpump.» La BBC informó que los usuarios chinos de Weibo habían publicado capturas de pantalla del video de Lil Pump por «contenido inapropiado».
El rapero, animador, activista y ex pandillero estadounidense China Mac tuvo una respuesta aún más directa en una publicación de Instagram: «Déjame decirte algo, muchacho. Eres un niño pequeño, así que solo voy a regañarte.» como el niño pequeño que eres. Cuando haces estos malditos chistes asiáticos, sacas los ojos, dices toda esa mierda de ching chong. Los hijos de puta se sienten irrespetados por eso. Vas a poner un poco de respeto en mi puta cultura. «No voy a hacer esas declaraciones sin que me revisen.»
El rapero chino Li Yijie, conocido como "Pissy" y por ser parte de un grupo de rap patrocinado por el gobierno chino llamado CD Rev, lanzó un tema de diss titulado «FXXX Lil Pump.» El periódico sensacionalista Global Times, dirigido por el gobierno chino, citó a Pissy diciendo que «como rapero, me avergüenzo de lo que Lil Pump escribió en su canción. Lil Pump, uno de los raperos más populares de los EE. UU., no debería humillar el espíritu del rap».
Más tarde, Lil Pump se disculpó en un video de Instagram y dijo: «Vine aquí para decirte desde mi parte que lo siento y me disculpo por publicar eso. No era mi intención lastimar a nadie ni hacer nada de eso, idiota. Porque Tengo amigos asiáticos, ya sabes, follo con todo el mundo.»
El 4 de enero de 2019, Lil Pump lanzó la canción sin la letra en cuestión.

## Gráficos
| Gráfico (2018–2019)                         | Lista posición |
| ------------------------------------------- | -------------- |
| Bélgica (Flandes) (Ultratip Bubbling Under) | 30             |
| Bélgica (Valonia) (Ultratip Bubbling Under) | 23             |
| Canadá (Canadian Hot 100)                   | 48             |
| Francia (SNEP)                              | 167            |
| Irlanda (IRMA)                              | 86             |
| Lithuania (AGATA)                           | 76             |
| New Zealand Hot Singles (RMNZ)              | 11             |
| Eslovaquia (Singles Digitál Top 100)        | 68             |
| Sweden Heatseeker (Sverigetopplistan)       | 20             |
| Suiza (Schweizer Hitparade)                 | 85             |
| Estados Unidos (Billboard Hot 100)          | 81             |
| Estados Unidos (Hot R&B/Hip-Hop Songs)      | 37             |